# Magyarcsanád
Magyarcsanád is een plaats (község) en gemeente in het Hongaarse comitaat Csongrád. Magyarcsanád telt 1560 inwoners (2005). De gemeente ligt aan de grens met Roemenië, even naar het zuiden ligt de Roemeense plaats Cenad (Hongaars: Nagycsanád) die vroeger ook wel Duits Csanád (Németcsanád) heette ter onderscheiding van Magyarcsanád wat Hongaars Csanád betekent.
In 1910 vormden de Roemenen nog de grootste groep in de gemeente, in 2011 was 86% van de inwoners Hongaars en 11% Roemeens. 
Tussen Magyarcsanád en Németcsanád ligt de rivier de Maros (Roemeens: Mureș), tussen beide plaatsen lag een spoorlijn en een spoorbrug. In 1919 (toen Roemenië het gebied ten zuiden van de rivier in handen kreeg) werd de brug opgeblazen en het spoorverkeer gestaakt. Tegenwoordig zijn de pilaren van de brug nog te zien.

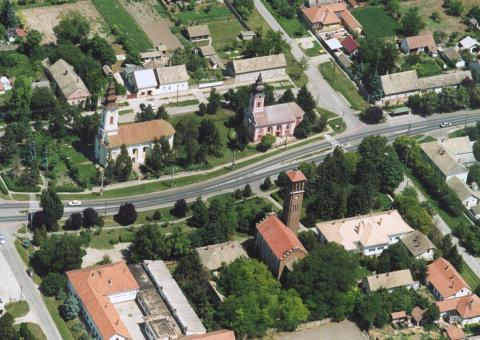
Magyarcsanád vanuit de lucht
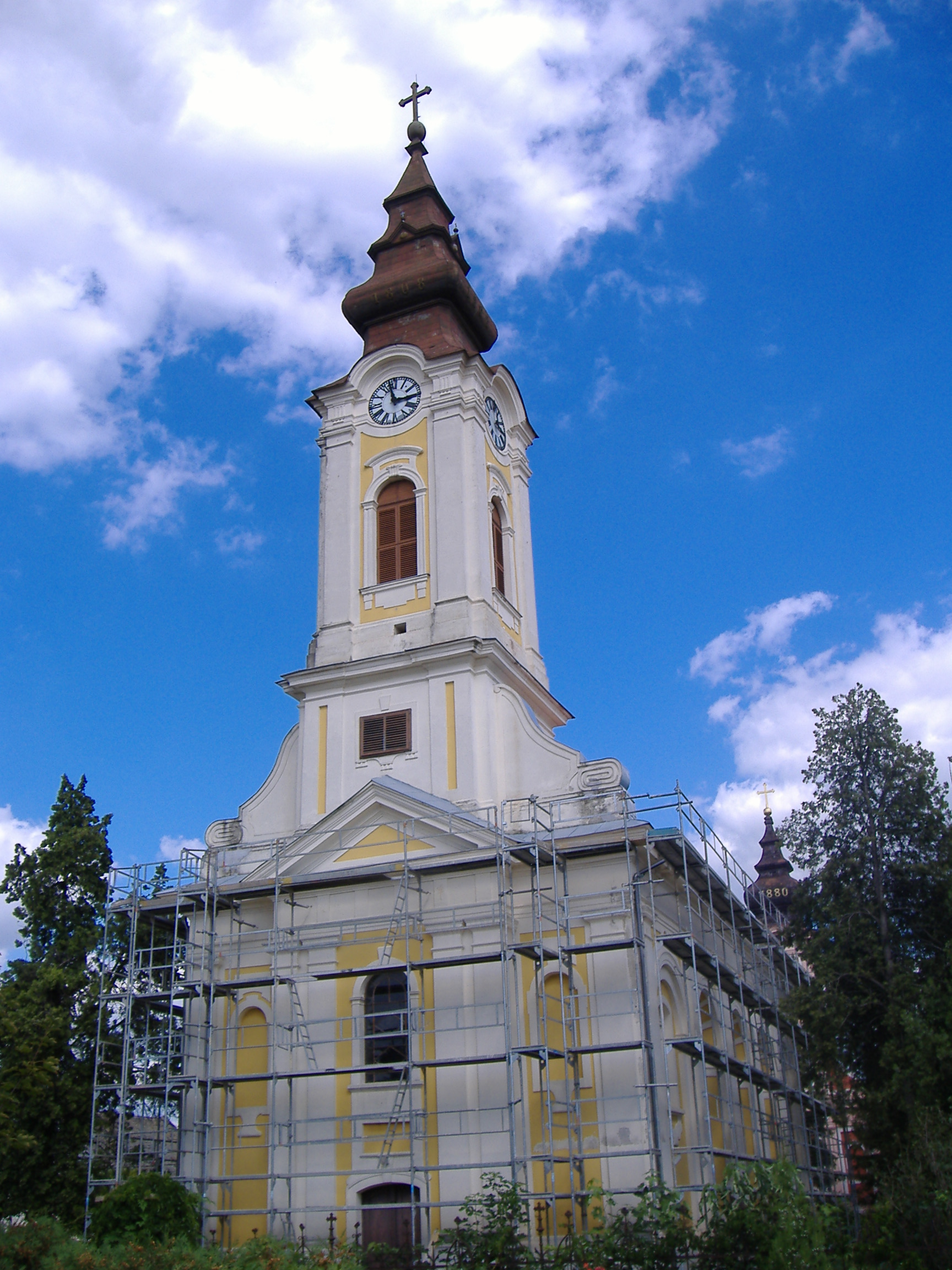
Roemeens-Orthodoxe kerk in Magyarcsanád
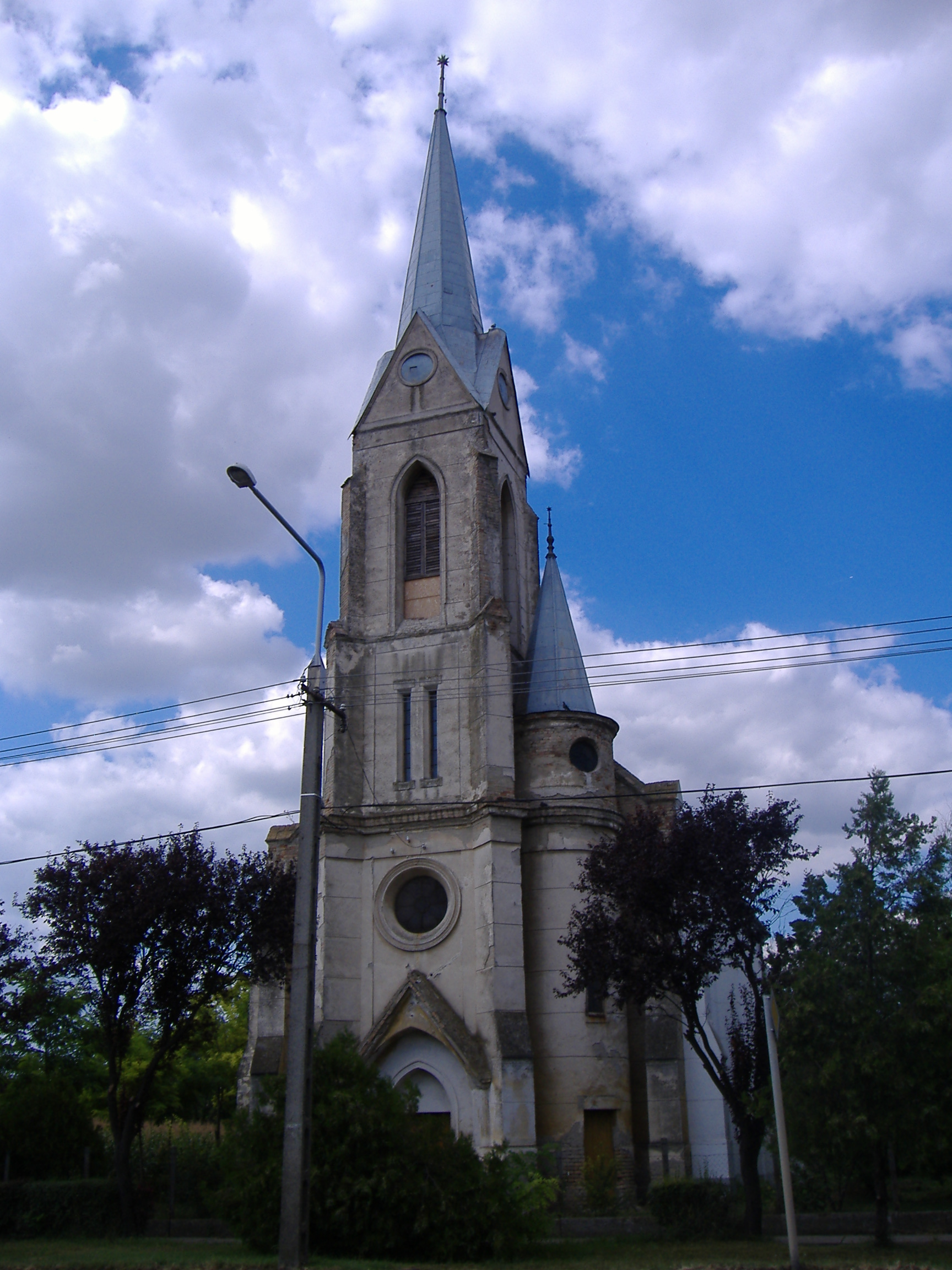
Protestantse kerk in Magyarcsanád
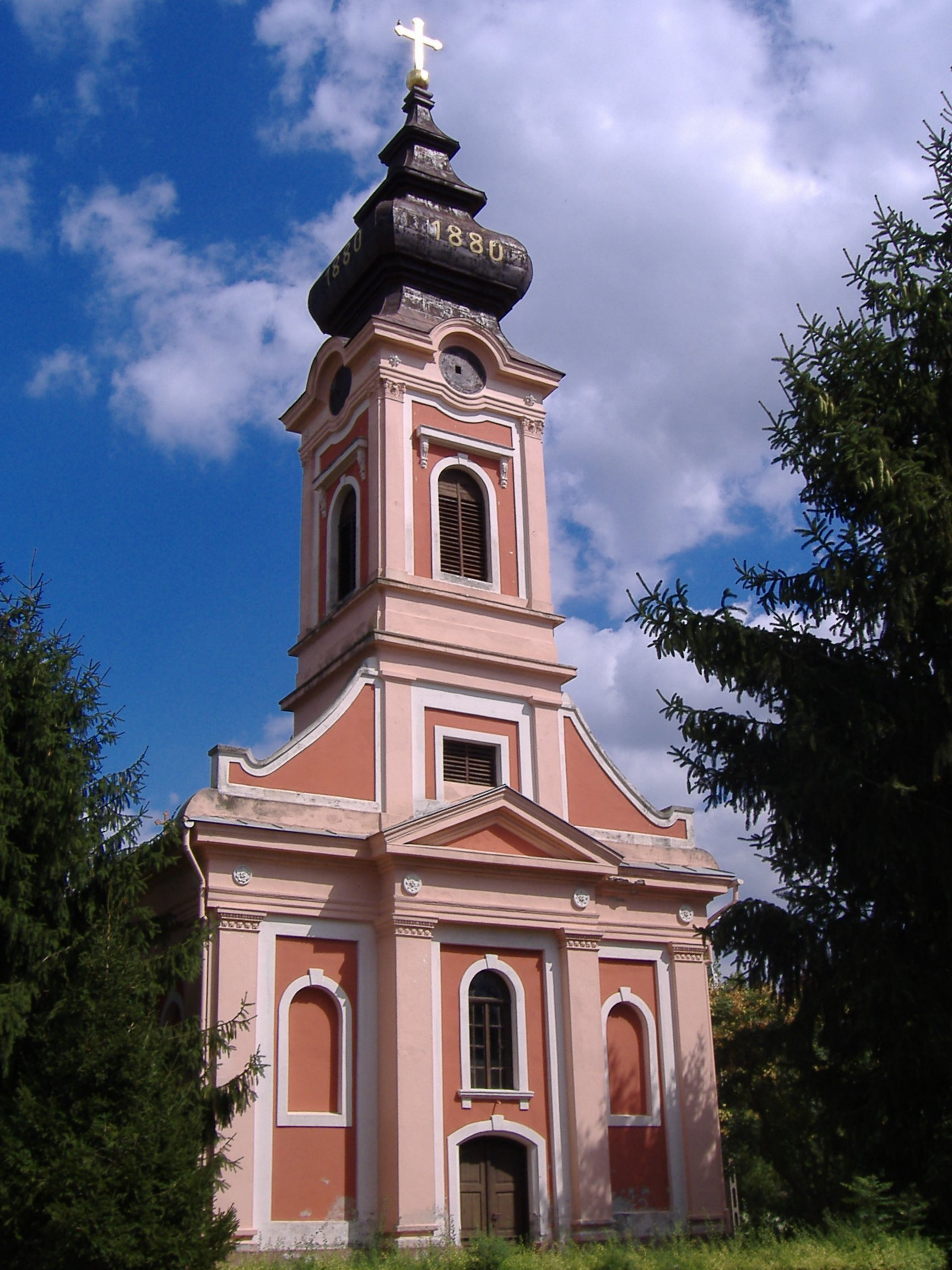
Servisch-Orthodoxe kerk in Magyarcsanád
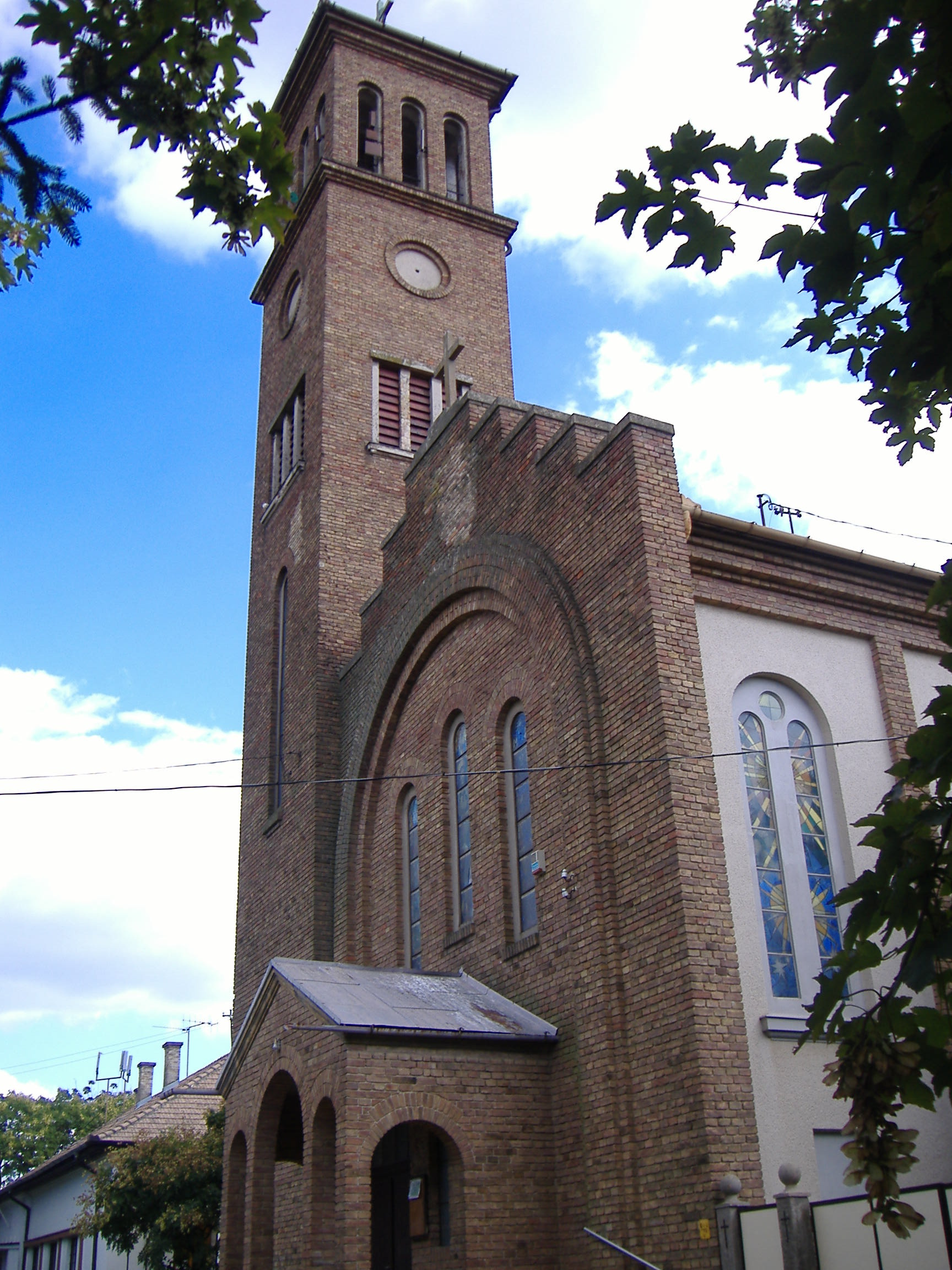
Rooms-Katholieke kerk in Magyarcsanád